# Gesneria lomensis
Gesneria lomensis är en tvåhjärtbladig växtart som beskrevs av Ignatz Urban. Gesneria lomensis ingår i släktet Gesneria och familjen Gesneriaceae. Inga underarter finns listade i Catalogue of Life.